# Axel Emmelin
Nils Axel Filip Emmelin, född den 5 december 1880 i Östra Broby församling, Kristianstads län, död där den 23 april 1957, var en svensk skolman. Han var far till Nils Emmelin.
Emmelin avlade filosofie kandidatexamen vid Lunds universitet 1901 och filosofie licentiatexamen där 1902. Han promoverades till filosofie doktor 1906 och blev samma år docent i teoretisk filosofi i Lund. Emmelin var föreståndare för Landskrona stads gymnasium 1908–1913, adjunkt vid högre allmänna läroverket i Sundsvall 1923, rektor vid högre allmänna läroverket i Vänersborg 1913–1919, lektor i svenska och filosofi vid högre allmänna läroverket i Linköping 1916, i psykologi, pedagogik och historia vid folkskoleseminariet i Landskrona 1920–1934 samt i samma ämnen vid folkskoleseminariet i Lund 1934-1940. Han publicerade vetenskapliga och pedagogiska skrifter, bland vilka märks Enhets- och mångfaldsproblemet inom metafysiken – orienterande studie (akademisk avhandling, 1905). Om tingsställen i  Uppland och Västmanland före tillkomsten av 1734 års lag (i Rig 1944) och De medeltida tingsställena i Uppland och Västmanland – ett genmäle (1947). Emmelin blev riddare av Nordstjärneorden 1934.